# 고추 플레이크

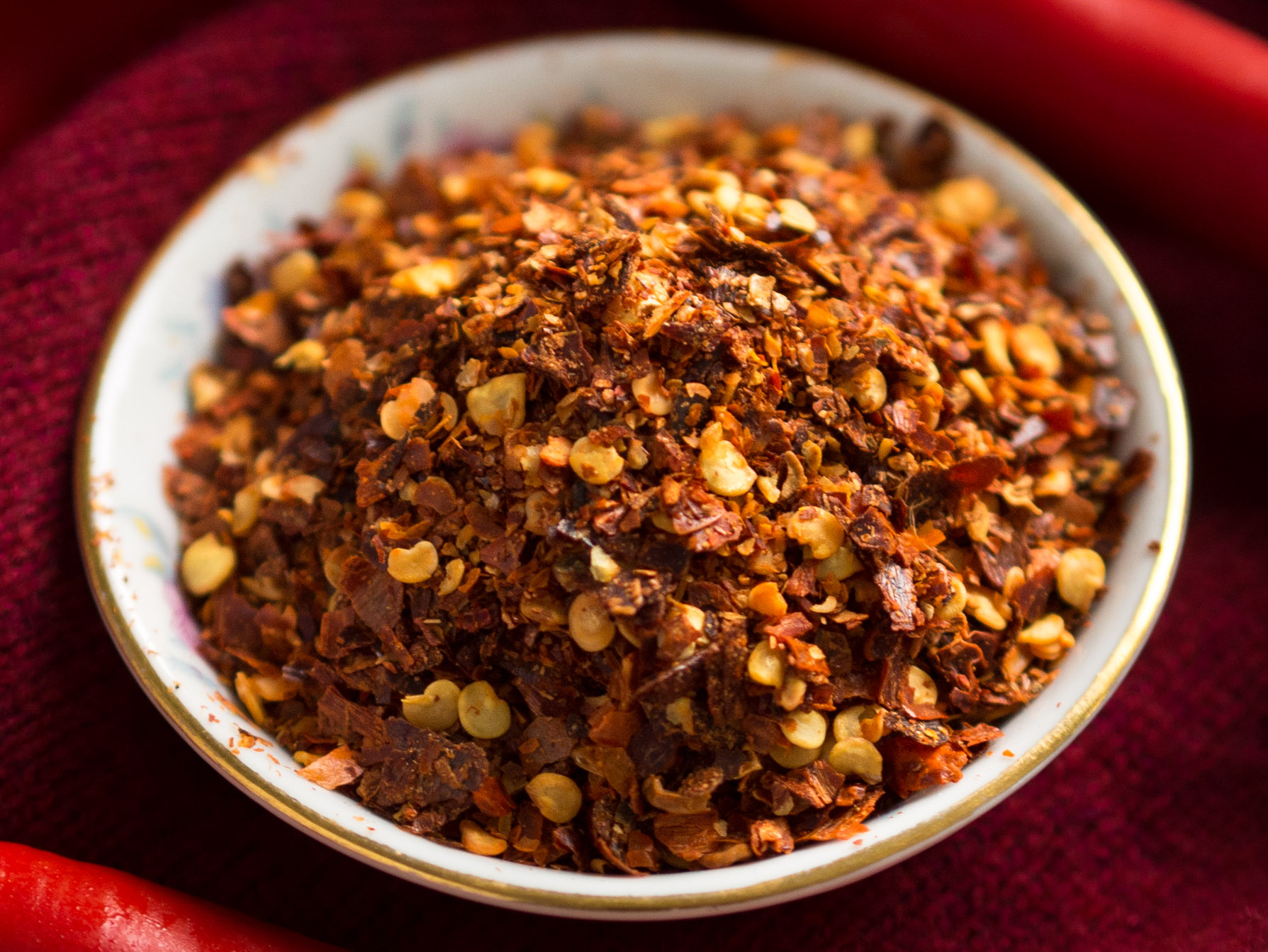
고추 플레이크

고추 플레이크(－flake)는 말린 홍고추를 잘게 부순 것이다. 건고추 플레이크(乾－flake)로 부르기도 한다.

## 사진 갤러리

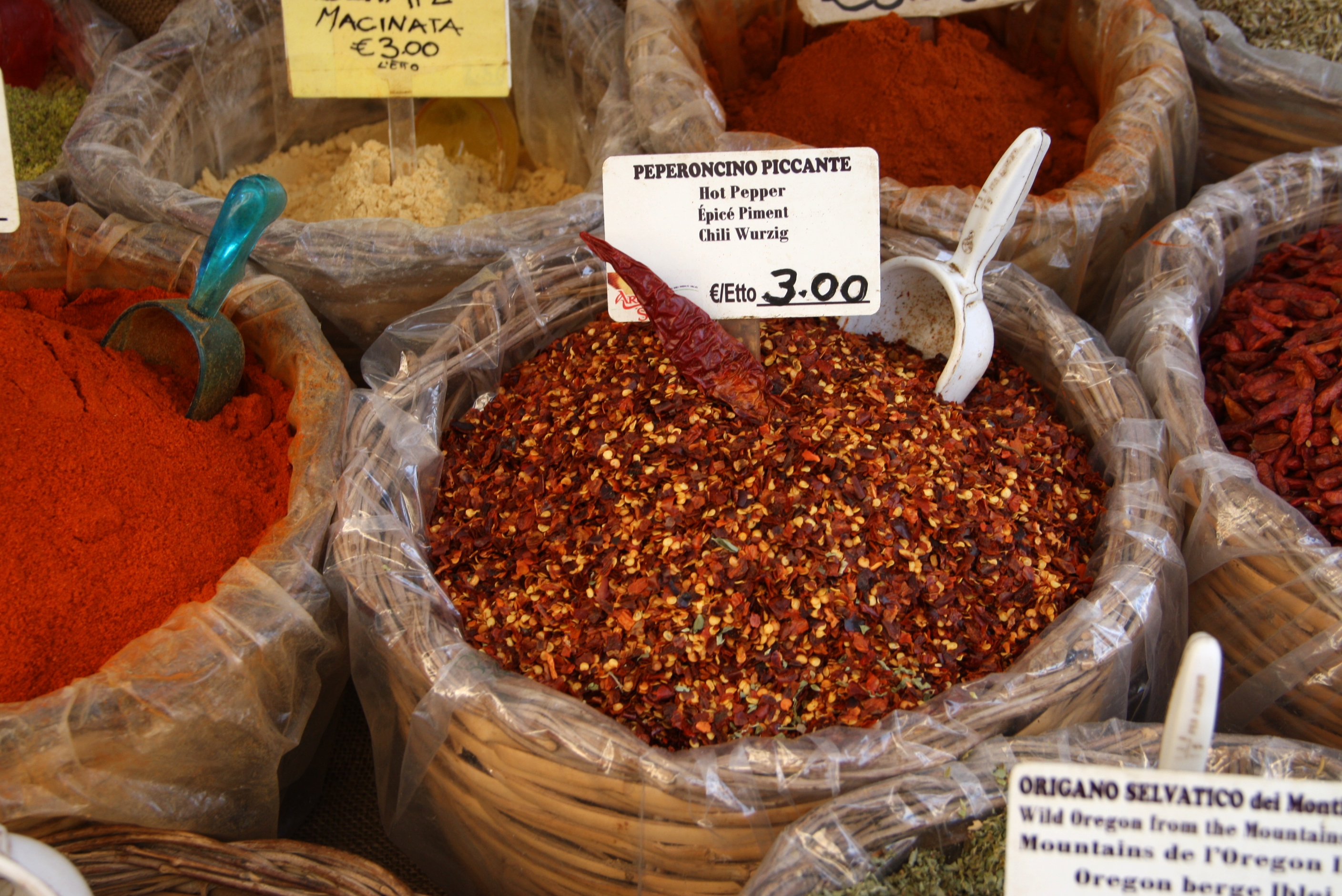
페페론치노 플레이크

## 같이 보기
- 건고추
- 고춧가루